# Oscar Pettersson
Oscar Pettersson, né le 1er février 2000 à Stockholm en Suède, est un footballeur international suédois qui joue au poste d'ailier droit au Go Ahead Eagles

## Biographie

### Djurgårdens
Natif de Stockholm, Oscar Pettersson est formé par l'un des clubs de la capitale suédoise, le Djurgårdens IF. Il joue son premier match en professionnel lors de la saison 2019, le 10 août 2019, en entrant en jeu lors d'un match face à l'IK Sirius. Son équipe s'impose sur le score de quatre buts à zéro ce jour-là,. Le 22 août suivant, il reçoit sa première titularisation lors d'un match de Svenska Cupen contre l'Akropolis IF. Il en profite pour inscrire son premier but en professionnel, contribuant ainsi à la victoire de son équipe (1-2). Cette année là, Pettersson glane le premier titre de sa carrière, le Djurgårdens IF étant sacré champion de Suède, grâce à une victoire obtenue à la dernière journée du championnat.

### Akropolis IF
Le 4 septembre 2020, Oscar Pettersson rejoint l'Akropolis IF sous forme de prêt jusqu'à la fin de la saison.
En janvier 2021, Pettersson rejoint définitivement l'Akropolis IF.

### IFK Göteborg
En janvier 2024, Oscar Pettersson rejoint l'IFK Göteborg. Le transfert est annoncé dès le 4 décembre 2023 et il signe un contrat courant jusqu'en décembre 2027,.

## Palmarès
Djurgårdens IF
- Championnat de Suède (1) :
  - Champion : 2019.